# میاردان
میاردان یکی از روستاهای استان آذربایجان شرقی است که در دهستان مهران‌رود جنوبی بخش مرکزی شهرستان بستان‌آباد واقع شده‌است.

## موقعیت
وضعیت طبیعی این روستا کوهستانی تپه‌ای می‌باشد. این روستا در دامنه کوه به صورت شیب دار واقع شده‌است که دارای حدود ۱۷خانوار و جمعیت حدود بر ۹۴ نفر می‌باشد. همچنین رودخانه بیوه چای (رودخانه بزرگ) که از دامنه‌های کوه سهند سرچشمه می‌گیرد نیز در این روستا قرار دارد.